# Reverzna transkriptaza
Reverzna transkriptaza je DNK-polimeraza, ki uporablja kot matrico molekulo RNK in pri retrovirusih sintetizira eno verigo DNK v celici gostitelja, v tehnologiji rekombinantne DNK pa se uporablja za sintezo prve verige komplementarne DNK iz sporočilne RNK.
Dobro preučene so naslednje reverzne transkriptaze:
- reverzna transkriptaza virusa HIV tipa 1
- reverzna traskriptaza M-MLV (v Moloneyevem virusu mišje levkemije)
- reverzna transkriptaza AMV (v virusa ptičje mieloblastoze)
- telomerazna reverzna transkriptaza, ki vzdržuje telomere kromosomov pri evkariontih

## Uporaba

### Protivirusna zdravila
Za podrobne podatke o tej temi glej Zaviralci reverzne transkriptaze.
Ker virus HIV uporablja reverzno transkriptazo pri tem, da lahko kopira svoj genetski material ter se razmnožuje, specifična zdravila, ki zavrejo delovanje reverzne transkriptaze, zavrejo tudi razmnoževanje virusa. Te učinkovine sodijo v skupino, imenovano zaviralci reverzne transkriptaze in vključujejo analoge nukleotidov in nukleozidov (npr. zidovudin, lamivudin, tenofovir) in nenuklozidne analoge (nevirapin).

### Molekularna biologija
Za podrobne podatke o tej temi glej Polimerazna verižna reakcija z reverzno transkriptazo.
Reverzna transkriptaza se uporablja pri tehniki polimerazne verižne reakcije z RNK. Klasična tehnika polimerazne verižne reakcije se lahko uporablja le za DNK, s pomočjo reverzne transkriptaze pa se lahko vhodno uporabi tudi RNK in encim ga pretvori v DNK. Reverzna transkriptaza se uporablja tudi za tvorbo komplementarne DNK iz sporočilne RNK. 
Reverzna transkriptaza se je kot uporabna izkazala tudi pri pridobivanju insulina. Z vstavitvijo evkariontske mRNK z zapisom za insulin ter reverzne transkriptaze v bakterije, se lahko mRNK vključi v prokariontski genom in tvorijo se velike količine insulina. Vstavitev evkariontske DNK namesto mRNK ni uspešno, ker DNK vsebuje tudi introne in prepisovanje ne bi bilo ustrezno.